# Wierzki
Wierzki (ok. 585 m) – szczyt w Beskidzie Wyspowym. Wznosi się nad miejscowościami Jodłownik, Rupniów i Wilkowisko, po południowo-zachodniej stronie Świnnej Góry.
Wierzki wraz ze szczytami (Świnna Góra i Kostrza) wznosi się w grzbiecie będącym działem wodnym między zlewniami Łososiny i Raby. Jej południowo-wschodnie stoki opadają do doliny potoku Bednarka (dopływ Łososiny), północne i południowo-zachodnie do doliny Tarnawki w zlewni Raby. Jest porośnięta lasem, ale są w nim dwie duże polany.